# كريس شاني
كريس شاني (بالإنجليزية: Chris Chaney)‏ هو موسيقي أمريكي، ولد في 14 يونيو 1970.

## وصلات خارجية
- كريس شاني على موقع ميوزك برينز (الإنجليزية)
- كريس شاني على موقع ديسكوغز (الإنجليزية)